# 尤里·普罗科菲耶夫
尤里·阿纳托利耶维奇·普罗科菲耶夫（俄语：Ю́рий Анато́льевич Проко́фьев，1939年2月20日—）是苏联党和国家领导人。

## 生平
1939年，生于乌兹别克苏维埃社会主义共和国（卡拉卡尔帕克苏维埃社会主义自治共和国）木伊那克的建筑工程师的家庭。1946年，定居于莫斯科。1957年，任学校少先队大队辅导员。1958年，在莫斯科汽车机械学院学习，毕业后任莫斯科市五一区团委督导员、第二书记、第一书记、莫斯科市团委组织部副部长、部长。1968年，任苏共莫斯科市委组织党务工作部督导员、副部长。1972年，毕业于苏共中央高级党校。
1977年，任苏共莫斯科市古比雪夫区委书记，1978年，任该区区委第二书记。1985年，任苏共莫斯科市委组织部部长。1986年，任莫斯科市人民代表苏维埃执行委员会秘书。1988年，任苏共莫斯科市委书记、第二书记、第一书记。1990年，为苏共中央委员、苏共中央政治局委员。
1991年，“八一九事件”中支持国家紧急状态委员会，之后被捕但免予起诉。1992年，任Панорама创新股份公司副总裁。2006年，任全俄人民社会民众运动中央委员会主席团主席。